# Sistema tangenziale di Varese
Il sistema delle tangenziali di Varese si compone di due tratti stradali attualmente in esercizio e di uno al progetto definitivo.

## Tangenziale di Varese A60
LaTangenziale di Varese A60 tratta sud, è un'autostrada italiana in esercizio, tangente all'area suburbana di Varese nella sua parte sud. È gestita da Autostrada Pedemontana Lombarda.

## Tangenziale Est e Tangenziale Nord-Est
La Tangenziale Est e la Tangenziale Nord-Est, aperte nel 1990 e nel 2009 sono classificate in toto (nonostante presentino caratteristiche diverse) come strada statale 712 Tangenziale Est di Varese (SS 712) e percorrono la tratta che va dal Ponte di Vedano alla rotonda con la SS233 Varese-Ponte Tresa per una lunghezza complessiva di 8.300 metri

## Tangenziale di Varese A60 (tratta nord in progetto)
La tangenziale di Varese A60 tratta nord è un'autostrada in progetto e che si svilupperà dal fornice nord della galleria Valle sulla Tangenziale est di Varese fino al confine di Stato di Gaggiolo.
I lavori pur essendo stato completato il progetto definitivo non sono ancora partiti in quanto in attesa dello sblocco da parte del CIPE.

## Tabella percorso completo
| / Sistema Tangenziale di Varese | |           |  | |    |
| Tipo                            | Indicazione | Provincia |  | |    |
|                                 | del Chiostro di Voltorre Gavirate Laveno Luino | VA        |  | |    |
|                                 | dei Laghi ramo Milano-Varese Raccordo Gazzada-Varese | VA        |  | |    |
|                                 | Inizio Competenza Autostrada Pedemontana Lombarda | VA        |  | |    |
|                                 | Gazzada- Morazzone de La Selvagna: Gazzada per la Pianura Padana Morazzone | VA        |  | |    |
|                                 | Passaggio a due corsie | VA        |  | |    |
|                                 | Inizio tratto autostradale | VA        |  | |    |
|                                 | Galleria Morazzone 2177 m | VA        |  | |    |
|                                 | Galleria artificiale 75 m | VA        |  | |    |
|                                 | Galleria artificiale Lozza 423 m | VA        |  | |    |
|                                 | Varco free flow | VA        |  | |    |
|                                 | Vedano Olona Varesina della Elvetia Gurone di Malnate de La Selvagna: Lozza Varese Bizzozero - Varese Ospedale di Circolo e Fondazione Macchi Università degli Studi dell'Insubria, campus Bizzozero | VA        |  | |    |
|                                 | Tangenziale Est di Varese | VA        |  | |    |
|                                 | Vedano Olona Varesina della Elvetia Gurone di Malnate de La Selvagna: Lozza Varese Bizzozero - Varese Ospedale di Circolo e Fondazione Macchi Università degli Studi dell'Insubria, campus Bizzozero | VA        |  | |    |
|                                 | Galleria Valle 385m | VA        |  | |    |
|                                 | Passaggio a singola carreggiata | VA        |  | |    |
|                                 | Varese est - Folla di Malnate ExSS342 Briantea (Varese - Como) Valico Gaggiolo (CH) Varese Belforte- Varese                                                                                          | VA        |  | |    |
|                                 | . Tangenziale Nord-Est | VA        |  | Tangenziale di Varese Tratta Nord (in progetto)                                                                  | VA |
|                                 | Centro Commerciale | VA        |  | Varese Est Tangenziale Nord-Est di Varese Ex Briantea:Como Varese                                                | VA |
|                                 | Zona Industriale Varese Est Valico Gaggiolo (CH) | VA        |  | Galleria | VA |
|                                 | Valle Olona - San Fermo Varese | VA        |  | Galleria | VA |
|                                 | Viadotto Peschiera | VA        |  | Cantello della Elvetia \|                                                                                        | VA |
|                                 | Induno Olona - Porto Ceresio(valico CH) Varese viale Valganna | VA        |  | Gaggiolo-Confine di Stato (CH) della Elvetia: Clivio Dogana Turistica di Gaggiolo Dogana Commerciale di Gaggiolo | VA |
|                                 | Viadotto Tintoretto | VA        |  | |    |
|                                 | rotatoria di inversione | VA        |  | |    |
|                                 | Varesina - Ponte Tresa valico (CH) - Luino Varese Ippodromo Zona Industriale Varese Nord | VA        |  | |    |